# Charles Lesoinne
Charles Thomas Abraham Lesoinne (Luik, 21 oktober 1805 - 25 mei 1873) was een Belgisch volksvertegenwoordiger.

## Levensloop
Lesoinne was een zoon van volksvertegenwoordiger Maximilien Lesoinne en van Jeanne Simonon. Hij bleef vrijgezel en was de schoonbroer van senator Edouard Vanderheyden à Hauzeur.
Als lid van een industriële familie, was hij wapenfabrikant en mede-eigenaar van de staalfabriek en gieterij E. Nagelmackers Ch. Lesoinne & Co.
Van 1840 tot 1856 was hij gemeenteraadslid van Luik. In 1843 werd hij liberaal volksvertegenwoordiger voor het arrondissement Luik en vervulde dit mandaat tot in 1870.
Hij was verder ook nog:
- handelsrechter in Luik;
- voorzitter van de vereniging van binnenschippers op de Maas,
- bestuurder van de Compagnie royale Asturienne des Mines,
- lid van de Algemene Raad van de Algemene Spaar- en Lijfrentekas,
- commissaris van de Charbonnages du Val-Benoît,
- lid van de Luikse vrijmetselaarsloge La Parfaite Intelligence.